# Train of Thought Instrumental Demos 2003
Train of Thought Instrumental Demos 2003 è un bootleg del gruppo musicale statunitense Dream Theater, pubblicato nel 2009 dalla YtseJam Records.

## Descrizione
Si tratta della sesta uscita appartenente al catalogo "Demo Series", e raccoglie le registrazioni effettuate nel 2003 di demo strumentali che avrebbero fatto parte di Train of Thought.
Il 20 agosto 2021 il disco è stato ripubblicato in edizione rimasterizzata e con una nuova copertina, oltre alla sua commercializzazione anche nei formati vinile e digitale.

## Tracce
1. In the Name of God – 12:42
2. As I Am – 7:06
3. Honour Thy Father – 9:59
4. Endless Sacrifice – 11:17
5. This Dying Soul – 11:38
6. Vacant – 2:47
7. Stream of Consciousness – 11:41

## Formazione
Gruppo
- John Petrucci – chitarra
- John Myung – basso
- Jordan Rudess – tastiera
- Mike Portnoy – batteria

Produzione
- Fred Kevorkian – mastering